# Promozione Calabria 1986-1987
Nella stagione 1986-1987 la Promozione era sesto livello del calcio italiano (il massimo livello regionale). Qui vi sono le statistiche relative al campionato in Calabria.
Il campionato è strutturato in vari gironi all'italiana su base regionale, gestiti dai Comitati Regionali di competenza. Promozioni alla categoria superiore e retrocessioni in quella inferiore non erano sempre omogenee; erano quantificate all'inizio del campionato dal Comitato Regionale secondo le direttive stabilite dalla Lega Nazionale Dilettanti, ma flessibili, in relazione al numero delle società retrocesse dal Campionato Interregionale e perciò, a seconda delle varie situazioni regionali, la fine del campionato poteva avere degli spareggi sia di promozione che di retrocessione.

## Girone A

### Squadre partecipanti
- A.S. Adelaide Nicastro, Lamezia Terme (CZ)
- F.C. Calcio Acri, Acri (CS)
- U.S. Catanzaro Lido, Catanzaro
- A.S. Cirò Marina, Cirò Marina (KR)
- A.S. Cutro, Cutro (KR)
- Pol. Gimigliano, Gimigliano (CZ)
- La Sportiva Cariatese, Cariati (CS)
- S.S. Montalto Uffugo, Montalto Uffugo (CS)
- A.S. Pianopoli, Pianopoli (CZ)

- U.S. Praia, Praia a Mare (CS)
- F.C. Rogliano, Rogliano (CS)
- U.S. Scalea 1912, Scalea (CS)
- S.S. Silana, San Giovanni in Fiore (CS)
- A.S. Spezzano Albanese, Spezzano Albanese (CS)
- S.S. Trebisacce, Trebisacce (CS)
- Villapiana, Villapiana (CS)

### Classifica finale
|  | Pos. | Squadra            | Pt | G  | V  | N  | P  | GF | GS | DR  |
|  | ---- | ------------------ | -- | -- | -- | -- | -- | -- | -- | --- |
|  | 1.   | Sportiva Cariatese | 49 | 30 | 23 | 3  | 4  | 62 | 13 | +49 |
|  | 2.   | Adelaide Nicastro  | 47 | 30 | 19 | 9  | 2  | 53 | 18 | +35 |
|  | 3.   | Scalea             | 35 | 30 | 10 | 15 | 5  | 32 | 21 | +11 |
|  | 4.   | Acri               | 34 | 30 | 11 | 12 | 7  | 51 | 31 | +20 |
|  | 5.   | Montalto Uffugo    | 33 | 30 | 11 | 11 | 8  | 45 | 30 | +15 |
|  | 6.   | Cirò Marina        | 31 | 30 | 10 | 11 | 9  | 38 | 38 | 0   |
|  | 7.   | Trebisacce         | 31 | 30 | 10 | 11 | 9  | 41 | 29 | +12 |
|  | 8.   | Silana             | 31 | 30 | 10 | 11 | 9  | 35 | 32 | +3  |
|  | 9.   | Spezzano Albanese  | 30 | 30 | 10 | 10 | 10 | 35 | 32 | +3  |
|  | 10.  | Praia              | 29 | 30 | 10 | 9  | 11 | 37 | 30 | +7  |
|  | 11.  | Cutro              | 28 | 30 | 10 | 8  | 12 | 32 | 45 | -13 |
|  | 12.  | Rogliano           | 26 | 30 | 9  | 8  | 13 | 25 | 39 | -14 |
|  | 13.  | Villapiana         | 22 | 30 | 6  | 10 | 14 | 24 | 59 | -35 |
|  | 14.  | Catanzaro Lido     | 22 | 30 | 8  | 6  | 16 | 21 | 48 | -27 |
|  | 15.  | Gimigliano         | 21 | 30 | 5  | 11 | 14 | 21 | 39 | -18 |
|  | 16.  | Pianopoli          | 11 | 30 | 1  | 9  | 20 | 13 | 61 | -48 |

## Girone B

### Squadre partecipanti
- A.C. Archi, Archi di Reggio Calabria
- A.S. Audax Ravagnese, Ravagnese di Reggio Calabria
- A.C. Bagnarese, Bagnara Calabra (RC)
- A.P. Brancaleone, Brancaleone (RC)
- A.S. Chiaravalle, Chiaravalle Centrale (CZ)
- A.S. Deliese, Delianuova (RC)
- A.C. Gioiese 1918, Gioia Tauro (RC)
- A.C. Locri 1909, Locri (RC)
- A.S. Marina di Gioiosa, Marina di Gioiosa Ionica (RC)

- A.S. Melicucco, Melicucco (RC)
- U.S. Nuova Fiumara, Fiumara (RC)
- A.C. Nuova Melito, Melito di Porto Salvo (RC)
- A.C. Nuova Rosarnese, Rosarno (RC)
- S.S. Roccella, Roccella Ionica (RC)
- Pol. Taurianovese, Taurianova (RC)
- A.S.D. Villese Calcio, Villa San Giovanni (RC)

### Classifica finale
|  | Pos. | Squadra              | Pt | G  | V  | N  | P  | GF | GS | DR  |
|  | ---- | -------------------- | -- | -- | -- | -- | -- | -- | -- | --- |
|  | 1.   | Nuova Rosarnese      | 46 | 30 | 19 | 8  | 3  | 42 | 14 | +28 |
|  | 2.   | Nuova Melito         | 42 | 30 | 16 | 10 | 4  | 43 | 20 | +23 |
|  | 3.   | Deliese              | 40 | 30 | 16 | 8  | 6  | 51 | 24 | +27 |
|  | 4.   | Gioiese              | 36 | 30 | 12 | 12 | 6  | 40 | 25 | +15 |
|  | 5.   | Locri                | 35 | 30 | 11 | 13 | 6  | 39 | 30 | +9  |
|  | 6.   | Marina di Gioiosa    | 33 | 30 | 10 | 13 | 7  | 25 | 20 | +5  |
|  | 7.   | Taurianovese         | 31 | 30 | 12 | 7  | 11 | 42 | 38 | +4  |
|  | 8.   | Roccella             | 31 | 30 | 11 | 9  | 10 | 48 | 35 | +13 |
|  | 9.   | Chiaravalle          | 29 | 30 | 9  | 11 | 10 | 31 | 33 | -2  |
|  | 10.  | Bagnarese            | 28 | 30 | 6  | 16 | 8  | 28 | 35 | -7  |
|  | 11.  | Brancaleone          | 27 | 30 | 9  | 9  | 12 | 29 | 38 | -9  |
|  | 12.  | Audax Ravagnese (-1) | 23 | 30 | 7  | 10 | 13 | 13 | 21 | -8  |
|  | 13.  | Archi                | 23 | 30 | 7  | 9  | 14 | 27 | 40 | -13 |
|  | 14.  | Villese              | 23 | 30 | 7  | 9  | 14 | 23 | 41 | -18 |
|  | 15.  | Melicucco            | 21 | 30 | 7  | 7  | 16 | 36 | 48 | -12 |
|  | 16.  | U.S. Nuova Fiumara   | 11 | 30 | 4  | 3  | 23 | 16 | 71 | -55 |